# Fei-Fei Li
Fei-Fei Li, (cinese 李飞飞); (Pechino, 3 luglio 1976), è un'informatica statunitense di origine cinese, ricercatrice pioniera nel campo della visione artificiale. È nota per aver creato ImageNet, il set di dati che ha permesso rapidi progressi nell'Object recognition negli anni 2010. Professoressa di informatica alla Stanford University ed ex direttrice del consiglio di amministrazione di Twitter, dal 2013 al 2018 ha diretto lo Stanford Artificial Intelligence Laboratory (SAIL) e nel 2017 ha co-fondato AI4ALL (Artificial Intelligence for All), per aumentare la diversità e l'inclusione nel campo dell'IA.
Le sue attività di ricerca includono l'apprendimento automatico, l'apprendimento profondo, la visione artificiale e le neuroscienze cognitive.
Nel 2023 Li è stata nominata nell'elenco Time 100 AI Most Influential People e nello stesso anno ha ricevuto l'Intel Lifetime Achievements Innovation Award per il suo contributo all'intelligenza artificiale. È stata eletta membro della National Academy of Engineering e della National Academy of Medicine nel 2020, e dell'American Academy of Arts and Sciences nel 2021.
Il 3 agosto 2023 Li è stata nominata membro del Comitato consultivo scientifico delle Nazioni Unite, istituito dal segretario generale Antonio Guterres. Nel 2024, Li è entrata nella lista A100 asiatica di maggior impatto della Gold House. Nel 2025 Li ha ottenuto il premio Queen Elizabeth Prize for Engineering per aver creato il dataset ImageNet.

## Biografia
Li è nata a Pechino, in Cina, nel 1976 ed è cresciuta a Chengdu, nel Sichuan.  Figlia unica, quando aveva 12 anni suo padre si trasferì negli Stati Uniti in quanto non ben visto dal regime maoista (la sua famiglia era stata legata ai nazionalisti del Kuomintang).  Quando Li aveva 15 anni, lei e sua madre lo raggiunsero a Parsippany-Troy Hills, nel New Jersey. Si è diplomata alla Parsippany High School nel 1995.  (È stata inserita nella Hall of Fame della Parsippany High School nel 2017)
Li si è laureata in fisica, ma ha anche studiato informatica e ingegneria come studentessa universitaria presso l'Università di Princeton, dove si è laureata con lode con una specializzazione in fisica e certificati in matematica applicata e computazionale e fisica ingegneristica nel 1999.  Li ha completato la sua tesi di laurea, intitolata "Differenza di correlogramma binaurale uditivo: un nuovo modello computazionale per l'intonazione dicotica di Huggins", sotto la supervisione del professore di ingegneria elettrica Bradley Dickinson.  Durante gli anni a Princeton, tornava a casa quasi tutti i fine settimana in modo da poter lavorare nel negozio di tintoria dei suoi genitori.
Li ha poi proseguito gli studi universitari presso il California Institute of Technology, dove ha conseguito un dottorato in ingegneria elettrica nel 2005. Li ha completato la sua tesi, dal titolo "Visual Recognition: Computational Models and Human Psychophysics", sotto la supervisione primaria di Pietro Perona e la supervisione secondaria di Christof Koch. I suoi studi universitari sono stati sostenuti dalla National Science Foundation Graduate Research Fellowship e dalla Paul & Daisy Soros Fellowships for New Americans.

## Carriera
Dal 2005 al 2006, Li è stata assistente professore presso il Dipartimento di ingegneria elettrica e informatica dell'Università dell'Illinois Urbana-Champaign e dal 2007 al 2009 assistente professore presso il Dipartimento di informatica dell'Università di Princeton. È entrata a Stanford nel 2009 come professore assistente ed è stata promossa a professore associato con mandato nel 2012 e poi a professore ordinario nel 2018. A Stanford, Li è stata direttrice dello Stanford Artificial Intelligence Lab (SAIL) dal 2013 al 2018. È diventata anche la co-direttrice fondatrice dell'iniziativa a livello universitario di Stanford, l'Human-Centered AI Institute, insieme al co-direttore John Etchemendy, ex rettore dell'Università di Stanford.
Durante il suo anno sabbatico presso la Stanford University, dal gennaio 2017 all'autunno del 2018, Li è entrata a far parte di Google Cloud come capo scienziata di AI/ML e vicepresidente. In Google, il suo team si è concentrato sulla democratizzazione della tecnologia AI e sull'abbassamento della barriera di ingresso per aziende e sviluppatori, compresi gli sviluppi di prodotti come AutoML.
Nel settembre 2017, Google si è assicurato un contratto con il Dipartimento della Difesa chiamato Project Maven, che mirava a utilizzare tecniche di intelligenza artificiale per interpretare le immagini catturate dalle telecamere dei droni.  Google ha detto ai dipendenti che protestavano per il lavoro su Project Maven che il loro ruolo era "specificamente finalizzato a scopi non offensivi". Nel giugno 2018, Google ha dichiarato ai dipendenti che non avrebbe chiesto il rinnovo del contratto. Nelle e-mail interne che in seguito sono trapelate e finite in mano ai giornalisti, Li ha espresso entusiasmo per il ruolo di Google Cloud in Project Maven, ma ha messo in guardia dal menzionare la sua componente IA, affermando che l'IA militare è collegata nella mente del pubblico al pericolo delle armi autonome. Alla domanda su quelle e-mail trapelate, Li ha dichiarato al New York Times: "Credo nell'intelligenza artificiale incentrata sull'uomo per avvantaggiare le persone in modi positivi e benevoli. È profondamente contrario ai miei principi lavorare su qualsiasi progetto che penso sia quello di rendere l'intelligenza artificiale un'arma".
Nell'autunno del 2018, Li ha lasciato Google ed è tornata alla sua cattedra alla Stanford University.
Li è anche nota per il suo lavoro no-profit come co-fondatrice e presidente dell'organizzazione no-profit AI4ALL, la cui missione è educare la prossima generazione di tecnologi, pensatori e leader dell'intelligenza artificiale promuovendo la diversità e l'inclusione attraverso i principi dell'intelligenza artificiale incentrati sull'uomo. Il programma è stato creato in collaborazione con Melinda Gates e Jensen Huang.

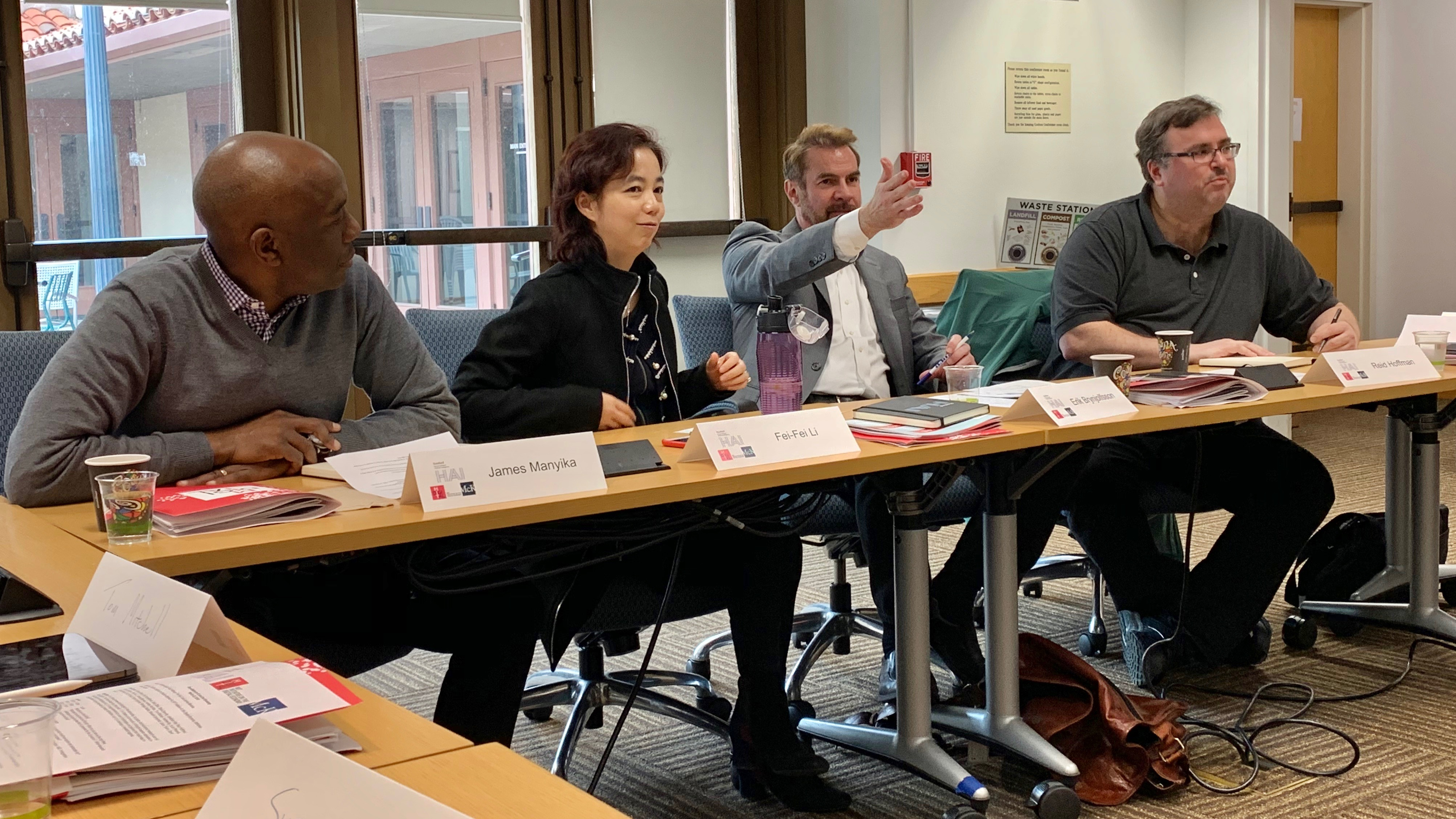
Fei-Fei Li a Stanford nel 2019 durante una tavola rotonda sull'intelligenza artificiale e l'economia

Prima di fondare AI4ALL nel 2017, Li e la sua ex studentessa Olga Russakovsky,  assistente professore all'Università di Princeton, hanno co-fondato e co-diretto il programma precursore a Stanford chiamato SAILORS (Stanford AI Lab OutReach Summers). SAILORS era un campo estivo annuale a Stanford dedicato alle ragazze delle scuole superiori impegnate nella ricerca sull'intelligenza artificiale. Fondato nel 2015, cambiò nome in AI4ALL @Stanford nel 2017. Nel 2018, AI4ALL lanciò con successo altri cinque programmi estivi oltre a Stanford, tra cui l'Università di Princeton, la Carnegie Mellon University, l'Università di Boston,  l'Università della California a Berkeley e la canadese Simon Fraser University. Insieme a Tess Posner, Fei-Fei Li ha detto a Nature: "Siamo a un punto di svolta. L’influenza dell’intelligenza artificiale continua a crescere, ma non la rappresentanza e l’inclusione di una varietà di ricercatori nel settore. È fondamentale cogliere questo momento per creare strutture in grado di supportare cambiamenti positivi a lungo termine. Ciò non avverrà tramite un unico meccanismo o una soluzione rapida. Si inizia con l’istruzione precoce e si estende alle strutture di potere esistenti all’interno del mondo accademico, alle culture del lavoro tra gli attuali ricercatori sull’intelligenza artificiale e alle funzioni di controllo della pubblicazione di ricerche, per citare alcune leve del cambiamento".
Li è stata descritta come una "ricercatrice che porta l'umanità nell'intelligenza artificiale". Li è stata eletta membro dell'American Academy of Arts and Sciences nel 2021, della National Academy of Engineering nel 2020 e della National Academy of Medicine nel 2020.

## Opere
- (EN) The Worlds I see: Curiosity, exploration, and discovery at the Dawn of AI, Flatiron Books, 2023, ISBN 978-1250897930.[53]